# Huataca

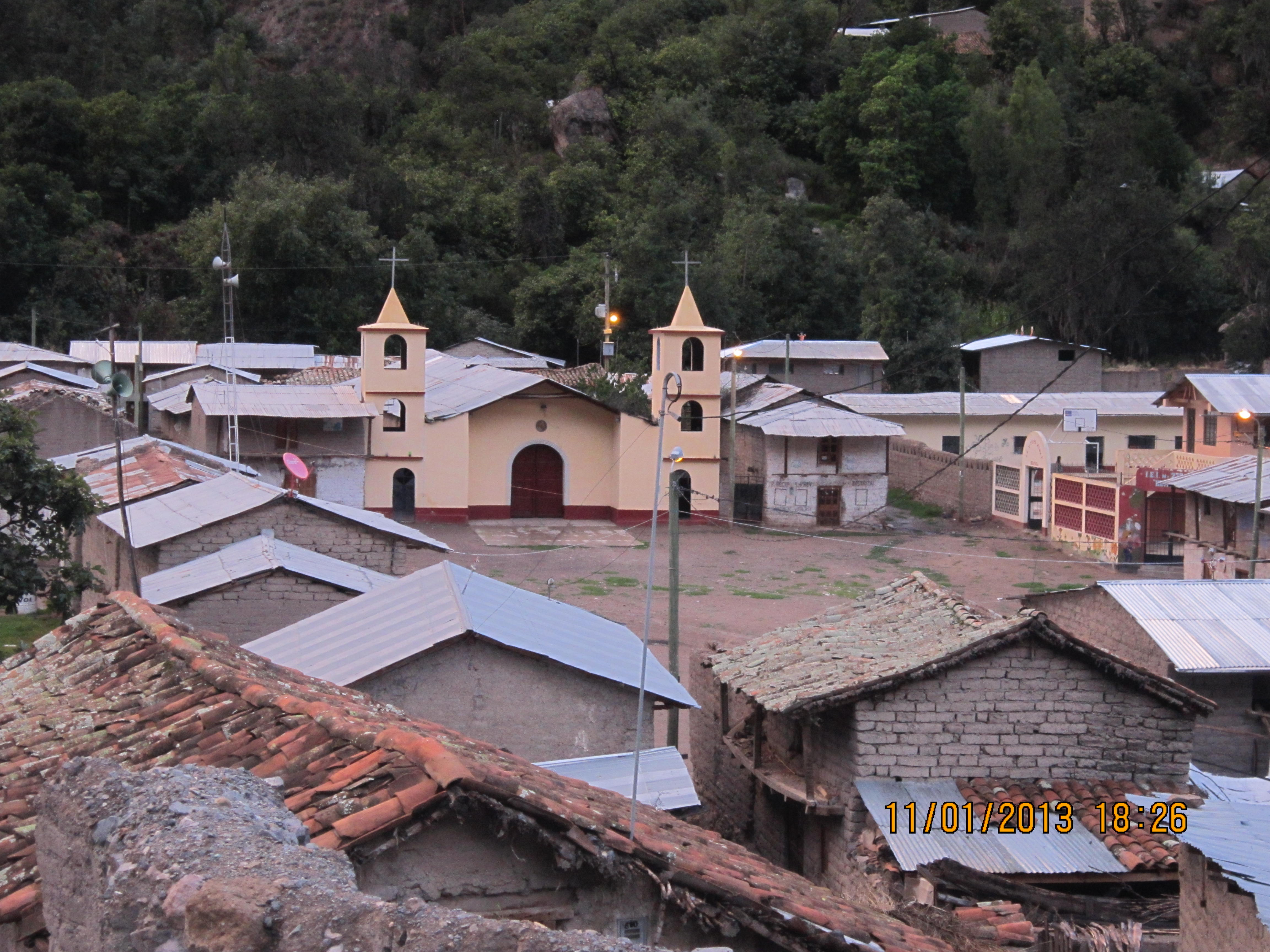

El anexo de San Pedro de Huataca es uno de los tres anexos que conforman el distrito de Marcabamba perteneciente a la provincia de Páucar del Sara Sara, ubicada en el departamento de Ayacucho, en el Perú.

## Festividades
- Junio: en honor a San Pedro*
- Diciembre: en honor a la virgen Inmaculada Concepción

- Datos: Q5903933